# Majhi Sawaiyan
Majhi Sawaiyan, indijski lokostrelec, * 23. december 1981.
Sodeloval je na lokostrelskem delu poletnih olimpijskih igrah leta 2004, kjer je osvojil 59. mesto v individualni in 11. mesto v ekipni konkurenci.